# VLC 미디어 플레이어

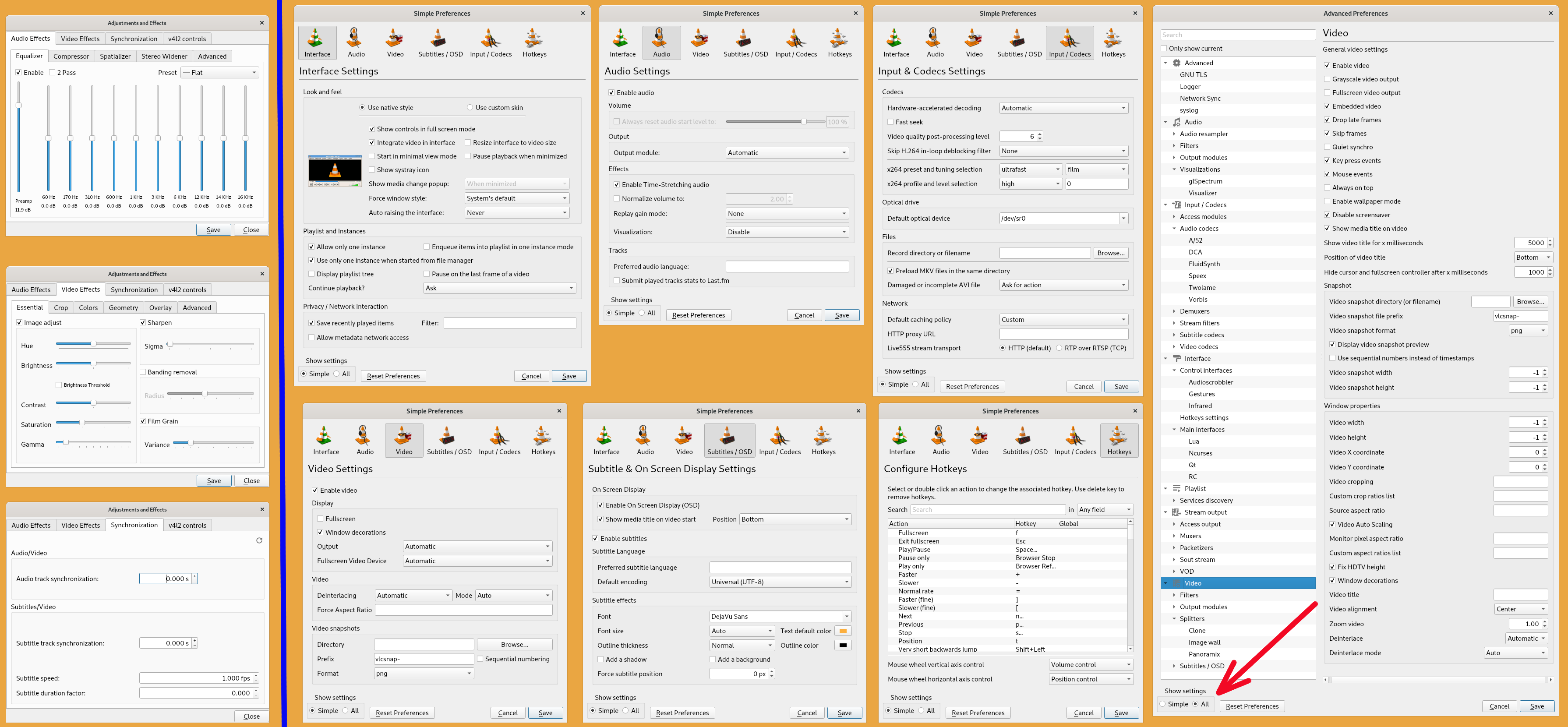
VLC 3.0.10 환경 설정과 효과 (리눅스에서 실행 중)

VLC 미디어 플레이어(영어: VLC media player)는 비디오랜(VideoLAN) 프로젝트가 개발한 자유-오픈 소스 포터블 크로스 플랫폼 미디어 플레이어 소프트웨어이다.
VLC는 데스크톱 운영 체제, 그리고 안드로이드, iOS, iPadOS, 타이젠, 윈도우 10 모바일, 윈도우 폰 등 모바일 플랫폼용으로 내려받을 수 있다. 또, VLC는 애플의 앱 스토어, 구글 플레이, 마이크로소프트 스토어와 같은 디지털 배급 플랫폼에서도 내려받을 수 있다.
VLC는 수많은 오디오, 비디오 압축 방식과 파일 형식을 지원하는데, 여기에는 DVD-비디오, 비디오 CD, 스트리밍 프로토콜이 포함된다. 컴퓨터 네트워크를 경유하여 미디어 스트리밍이 가능하고 멀티미디어 파일을 트랜스코드할 수 있다.
VLC의 기본 구성은 수많은 자유 디코딩 및 인코딩 라이브러리를 포함하고 있어서 사유 플러그인의 검색과 캘리브레이션의 요구를 회피한다. FFmpeg 프로젝트의 libavcodec 라이브러리는 VLC 코덱 다수를 제공하지만 플레이어는 주로 자체 muxer와 demuxer를 사용한다. 또, 자체 프로토콜 구현체를 가지고 있기도 하다. libdvdcss DVD 암호화 해제 라이브러리를 사용하여 리눅스와 macOS에서 암호화된 DVD의 재생을 지원하는 최초의 플레이어로 각광을 받았으나, 이 라이브러리는 법적 논란이 있으며 그 결과로 리눅스 배포판의 수많은 소프트웨어 저장소에 포함되어 있지 않다.
원래는 프랑스의 공과대학 에콜 센트랄 파리에서 학생 프로젝트로 시작하여 개발되었고, 대표적으로 널리 알려진 자유 소프트웨어 프로그램이며 아이콘은 러버콘이며 연말연시에는 러버콘위에 산타모자가 씌어진다.

## 역사
비디오랜 소프트웨어는 1996년 학술 프로젝트의 하나로서 기원하였다. VLC는 VLC가 비디오랜 프로젝트의 클라이언트였을 당시 "비디오랜 클라이언트"(VideoLAN Client)를 대표하곤 했다. VLC가 더 이상 단지 클라이언트만이 아니기 때문에 이 두문자어는 더 이상 클라이언트를 대표하는 단어는 아니다. 캠퍼스망을 경유하여 위성 디시로부터 비디오를 스트리밍하기 위한 클라이언트와 서버로 구성될 예정이었다. 에콜 상트랄 파리의 학생들에 의해 처음 개발되었으며 지금은 전 세계 기여자들에 의해 개발되고 있고 비디오랜이라는 비영리 단체에 의해 조율되고 있다.
1998년에 처음부터 다시 작성된 이 소프트웨어는 에콜 상트랄 파리 교장의 인가와 함께 2001년 2월 1일 GNU GPL로 출시되었다. 서버 프로그램의 기능인 비디오랜 서버(VideoLan Server, VLS)는 대부분 VLC로 포함되었다가 구식(deprecated) 처리되었다. 이 프로젝트의 이름은 "VLC 미디어 플레이어"로 변경되었는데, 그 이유는 더 이상 클라이언트/서버 하부 구조로 되어 있지 않기 때문이다. VLC의 콘 아이콘은 에콜 상트랄의 네트워킹 학생 협회가 수집한 트래픽 콘들을 참고한 것이다. 콘 아이콘 디자인은 손으로 그린 낮은 해상도 아이콘에서 Richard Øiestad 일러스트의 더 높은 해상도의 CGI-렌더링 버전으로 2006년 변경되었다.
2007년, VLC 프로젝트는 라이선스 호환성을 이유로 막 출시된 GPLv3로 업그레이드하지 않기로 결정하였다. 13년의 개발 이후 버전 1.0.0의 VLC 미디어 플레이어는 2009년 7월 7일 출시되었다. 2010년 안드로이드용 VLC에 대한 작업이 시작되었고 2011년 이래로 구글 플레이 스토어에서 안드로이드 기기들에서 이용이 가능하게 되었다. 2010년 9월, Applidium라는 이름의 기업이 VLC 프로젝트의 지지와 함께 GPLv2 하의 iOS용 VLC 포트를 개발하였으며 애플에 의해 앱 스토어에 수용되었다. 2011년 1월, VLC 개발자 Rémi Denis-Courmont의 VLC의 GPLv2와 앱 스토어 정책 간 라이선스 충돌에 관한 애플에 대한 불평 이후 VLC는 애플에 의해 앱 스토어로부터 철회되었다. 최종적으로 2011년 10월 VLC 개발자들은 더 나은 라이선스 호환성을 달성하기 위해(예: 애플 앱 스토어) GPLv2에서 LGPLv2로 VLC 엔진 일부를 리라이선스하기 시작하였다. 2013년 7월, VLC 애플리케이션은 모질라 공용 허가서로 앱스토어에 다시 제출될 수 있었다. 버전 2.0.0의 VLC 미디어 플레이어는 2012년 2월 18일 출시되었다. 마이크로소프트 스토어용 버전은 2014년 3월 13일 출시되었다. 윈도우 RT, 윈도우 폰., 엑스박스 원을 위한 지원이 나중에 추가되었다. 2016년 기준으로 VLC는 소스포지 전체 다운로드 수 기준 3위를 차지하며, 다운로드 건수는 30조 건 이상이다.
2016년 6월 이래로 윈도우, 리눅스, macOS용이 개발되었으며 2018년 2월 출시되었다.
크롬캐스트 출력 지원(자막 제외), 하드웨어 가속 디코딩, 4K 및 8K 재생, 10비트 및 HDR 재생, 360° 비디오 및 3D 오디오, HD 오디오 코덱용 오디오 패스스루, 블루레이 자바 메뉴 지원, 로컬 네트워크 드라이브 탐색 등 수많은 새로운 기능이 포함되어 있다.
2017년 12월, 유럽 의회는 EU의 IT 인프라 구조 개선을 위해 VLC를 위한 버그 바운티 프로그램에 투자하는 예산을 승인하였다.

### 출시 역사
| 버전   | 코드명          | 출시일     |
| ------ | --------------- | ---------- |
| 1.0.0  | Goldeneye       | 2009-07-06 |
| 1.0.1  |                 | 2009-07-26 |
| 1.0.2  |                 | 2009-09-19 |
| 1.0.3  | Goldeneye       | 2009-10-30 |
| 1.0.4  |                 | 2009-12-10 |
| 1.0.5  | Goldeneye       | 2010-01-28 |
| 1.0.6  |                 | 2010-04-21 |
| 1.1.0  | The Luggage     | 2010-06-21 |
| 1.1.1  | The Luggage     | 2010-07-20 |
| 1.1.2  | The Luggage     | 2010-07-21 |
| 1.1.3  | The Luggage     | 2010-08-18 |
| 1.1.4  | The Luggage     | 2010-08-27 |
| 1.1.5  | The Luggage     | 2010-11-13 |
| 1.1.6  | The Luggage     | 2011-01-23 |
| 1.1.7  | The Luggage     | 2011-01-30 |
| 1.1.8  | The Luggage     | 2011-03-23 |
| 1.1.9  | The Luggage     | 2011-04-12 |
| 1.1.10 | The Luggage     | 2011-06-07 |
| 1.1.11 | The Luggage     | 2011-07-14 |
| 1.1.12 | The Luggage     | 2011-10-06 |
| 1.1.13 |                 | 2011-12-20 |
| 2.0.0  | Twoflower       | 2012-02-17 |
| 2.0.1  | Twoflower       | 2012-03-16 |
| 2.0.2  | Twoflower       | 2012-06-27 |
| 2.0.3  | Twoflower       | 2012-07-18 |
| 2.0.4  | Twoflower       | 2012-10-15 |
| 2.0.5  | Twoflower       | 2012-12-11 |
| 2.0.6  | Twoflower       | 2013-04-07 |
| 2.0.7  | Twoflower       | 2013-05-26 |
| 2.0.8  | Twoflower       | 2013-07-25 |
| 2.0.9  | Twoflower       | 2013-10-23 |
| 2.0.10 |                 | 2014-02-21 |
| 2.1.0  | Rincewind       | 2013-07-23 |
| 2.1.1  | Rincewind       | 2013-11-11 |
| 2.1.2  | Rincewind       | 2013-12-09 |
| 2.1.3  | Rincewind       | 2014-01-29 |
| 2.1.4  | Rincewind       | 2014-02-21 |
| 2.1.5  | Rincewind       | 2014-06-06 |
| 2.1.6  | Rincewind       | 2015-02-26 |
| 2.2.0  | Weatherwax      | 2015-02-27 |
| 2.2.1  | Terry Pratchett | 2015-04-13 |
| 2.2.2  | Weatherwax      | 2016-01-20 |
| 2.2.3  | Weatherwax      | 2016-04-26 |
| 2.2.4  | Weatherwax      | 2016-06-01 |
| 2.2.5  | Weatherwax      | 2017-02-03 |
| 2.2.6  | Umbrella        | 2017-05-24 |
| 2.2.7  | Umbrella        | 2017-11-16 |
| 2.2.8  | Weatherwax      | 2017-11-21 |
| 3.0.0  | Vetinari        | 2018-02-08 |
| 3.0.1  | Vetinari        | 2018-02-26 |
| 3.0.2  | Vetinari        | 2018-04-19 |
| 3.0.3  | Vetinari        | 2018-05-28 |
| 3.0.4  | Vetinari        | 2018-08-09 |
| 3.0.5  | Vetinari        | 2018-10-19 |
| 3.0.6  | Vetinari        | 2019-01-10 |
| 3.0.7  | Vetinari        | 2019-05-24 |
| 3.0.8  | Vetinari        | 2019-08-14 |

## 특징
많은 오디오 및 비디오 코덱을 지원하며, DVD 및 비디오 CD, 각종 스트리밍 미디어도 지원한다. IPv4 및 IPv6 네트워크에서 스트리밍 서버로 활동할 수 있다. 라이브러리로는 FFmpeg 프로젝트의 libavcodec을 사용해서 많은 코덱을 지원하며 libdvdcss를 사용해서 암호화된 DVD도 재생할 수 있고 미디어 형식을 바꾸는 기능도 있다.
리눅스, 마이크로소프트 윈도우, 맥 OS X, BeOS, 포켓 PC 등의 다양한 운영체제를 지원한다. 다른 미디어 플레이어에 비해 하드웨어 요구사항이 낮고 고화질의 비디오 파일을 부드럽게 재생시킬 수 있어서 저사양 사용자들이 선호한다. 일부 플랫폼에서는 모질라 파이어폭스 플러그인의 형태로도 작동하며, 0.8.2부터는 ActiveX 컨트롤의 형태로도 쓸 수 있게 되었다.
VLC는 RAR로 압축된 파일을 풀지 않고도 미디어 파일을 재생할 수도 있으며, 다운로드가 끝나지 않은 파일의 내용을 미리 볼 수도 있다. VLC가 사용하는 코덱은 운영체제에 의존하지 않는다.

## 지원 형식

### 입력 포맷
VLC는 VLC를 실행 중인 운영 체제에 따라 수많은 포맷을 읽을 수 있으며 다음을 포함한다:
- 컨테이너 포맷: 3GP,[a] ASF, AVI, DVR-MS, 플래시 비디오, Matroska (MKV), MIDI,[b] 퀵타임 파일 포맷, MPEG-4 파트 14, Ogg, Ogg, WAV, MPEG-2 (ES, PS, TS, PVA, MP3), AIFF, Raw audio, Raw DV, MXF, VOB, RM, 블루레이 디스크, DVD 비디오, 비디오 CD, 슈퍼 비디오 CD, 콤팩트 디스크 디지털 오디오, DVB, 고효율 이미지 파일 포맷, AV1
- 오디오 코딩 포맷: AAC, AC3, ALAC, AMR,[a] DTS, DV 오디오, XM, FLAC, It, MACE, MOD, Monkey's Audio, MP3, Opus,[49] PLS, QCP, QDM2/QDMC, 리얼오디오,[c] 스픽스, Screamtracker 3/S3M, TTA, Vorbis, WavPack,[d] WMA (WMA 1/2, WMA 3 - 부분적으로).[50]
- 캡처 장치: Video4Linux (리눅스), 다이렉트쇼 (윈도우), 데스크톱 (스크린캐스트), 디지털 TV (DVB-C, DVB-S, DVB-T, DVB-S2, DVB-T2, ATSC, Clear QAM)
- 통신 프로토콜: 파일 전송 프로토콜, HTTP, MMS, RSS/Atom, RTMP, RTP (유니캐스트 또는 멀티캐스트), RTSP, UDP, Sat-IP, 적응 비트레이트 스트리밍
- 네트워크 스트리밍 포맷: 애플 HLS, 플래시 RTMP, MPEG-DASH, MPEG 트랜스포트 스트림, RTP/RTSP ISMA/3GPP PSS, Windows Media MMS
- 자막: Advanced SubStation Alpha, 클로즈드 캡션, DVB, DVD 비디오, MPEG-4 Timed Text, MPL2,[e] Ogg, SubStation Alpha, 서브립, 슈퍼 비디오 CD, 문자 다중 방송,[e] 텍스트 파일, VobSub, WebVTT, TTML
- 비디오 코딩 포맷: 시네팩, Dirac, DV, H.263, H.264/MPEG-4 AVC, H.265/MPEG HEVC,[51] AV1, Huffyuv, Indeo 3,[f] 모션 JPEG, MPEG-1, MPEG-2, MPEG-4 파트 2, 리얼비디오 3&4,[g] 소렌슨, 테오라, VC-1,[h] VP5,[h] VP6,[h] VP8, VP9,[51] DNxHD, ProRes 및 일부 윈도우 미디어 비디오.
- 디지털 캠코더 포맷: USB를 경유한 MOD와 TOD.

### 출력 포맷
VLC는 운영 체제에 따라 오디오와 비디오를 여러 포맷으로 트랜스코드하거나 스트리밍할 수 있으며 다음을 포함한다:
- 컨테이너 포맷: ASF, AVI, FLAC, 플래시 비디오,[e] 프랩스,[e] Matroska, MPEG-4 파트 14, MPJPEG, MPEG-2 (ES, MP3), Ogg, PS, PVA, 퀵타임 파일 포맷, TS, WAV, WebM
- 오디오 코딩 포맷: AAC, AC-3, DV Audio, FLAC, MP3,[i] 스픽스, Vorbis
- 스트리밍 프로토콜: HTTP, MMS, RTSP, RTP, UDP
- 비디오 코딩 포맷: Dirac, DV, H.263, H.264/MPEG-4 AVC, H.265/MPEG-H HEVC, 모션 JPEG, MPEG-1, MPEG-2, MPEG-4 파트 2, 테오라, VP5,[h] VP6, VP8,[h] VP9[51]

## 법적 문제
macOS 플랫폼과 윈도우 플랫폼용 VLC 미디어 플레이어 소프트웨어 인스톨러는 libdvdcss DVD 암호화 해제 라이브러리가 포함되어 있으며 이 라이브러리는 특정 관할 구역에서 법적으로 금지될 수 있다.

## 같이 보기
- 리듬박스